# Microarthron
Microarthron is een kevergeslacht uit de familie van de boktorren (Cerambycidae). De wetenschappelijke naam van het geslacht werd voor het eerst geldig gepubliceerd in 1900 door Pic.

## Soorten
Microarthron is monotypisch en omvat slechts de volgende soort:
- Microarthron komaroffi (Dohrn, 1885)